# Simfonia núm. 2 (Mendelssohn)
La simfonia núm. 2 en si♭ major, op. 52, coneguda amb el sobrenom de Lobgesang (Cant de lloança), és una "simfonia-cantata" composta entre 1838 i 1840 per Felix Mendelssohn. S'estrenà el 24 de juny de 1840 a l'església de Sant Tomàs a Leipzig per cinc-cents cantants i instrumentistes, sota la direcció de Mendelssohn, el llavors director de l'Orquestra de la Gewandhaus de Leipzig. Va ser rebuda amb gran èxit i, segons el testimoni de Schumann: "L'entusiasme i el fervor va ser tal, que es van sentir rumors en tot el concert."
S'estrenà amb motiu de la celebració del quart centenari de la invenció de la impremta de tipus mòbils per Gutenberg. És per aquesta raó que cal entendre la inclusió dels fragments corals de tarannà festiu, que ocupen el quart i darrer moviment de la simfonia, amb textos procedents de la litúrgia evangèlica alemanya. De fet, la impremta va permetre la publicació de la coneguda com a Bíblia de Gutenberg (1456) i, per tant, la difusió dels textos bíblics a totes les capes de la societat, amb la divulgació religiosa consegüent que això va suposar.
En realitat és la setzena del seu catàleg complet de disset simfonies. Això es deu al fet que les primeres dotze actualment es consideren a part per la seva condició de simfonies en un sol moviment, concebudes només per a orquestra de corda, que el músic hamburguès va compondre abans de tenir 15 anys. Tot i estar catalogada com la seva segona gran simfonia, Mendelssohn va escriure i va publicar abans la quarta Italiana i la cinquena De la Reforma, però la seva particular insatisfacció i severitat a l'hora de jutjar les seves obres el va dur a fer-ne correccions successives que van obligar a reedicions posteriors a la seva mort i, per tant, també posteriors a la publicació de la Segona simfonia.
L'església en què Mendelssohn va estrenar aquesta simfonia, també va ser la què Johann Sebastian Bach havia estrenat l'any 1727 la Passió segons sant Mateu, l'obra amb què Mendelssohn va iniciar el ressorgiment de la valoració del compositor barroc.
És una obra magna, tant per l'extensió -molt superior a la resta de les seves simfonies– com pel tema tractat i la mateixa música. També és una obra solemne, tant pel caràcter oficial i oficiós de l'obra com per la solemnitat de la música i, més concretament, del tema inicial amb què s'obre la simfonia: una mena de fanfara militar joiosa i festiva que al quart moviment reprèn el cor en la seva primera intervenció amb el text Alles was Odem hat, lobe den Herrn! (Que tot ésser viu lloï el Senyor!).
Cal entendre la simfonia Lobgesang dins la gran tradició germànica que, des de Bach, Händel, Mozart, Beethoven i Schubert, va contribuir al desenvolupament de l'orquestra i el gènere simfònic –després continuada per Schumann, Brahms, Wagner, Bruckner i Mahler– i que, evidentment, en l'obra de Mendelssohn té una de les baules més sòlides.

## Estructura
Escrita per a solistes vocals, cor, orgue i orquestra, la simfonia es compon de tres moviments i un cor final, recordant l'estructura de la novena simfonia de Beethoven. Mendelssohn va qualificar l'obra de simfonia cantata, una obra mixta a mig camí entre la simfonia, l'oratori i la cantata, mentre que Beethoven era molt conscient del caràcter unívocament simfònic de la seva obra, tot i incloure-hi un poema secular de Schiller. A més, Mendelssohn era molt conscient del caràcter religiós de la seva obra i, com Johann Sebastian Bach, va fer servir corals luterans com a base per a la seva creació.
Consta de deu nombres, la cantata, amb nou, ocupa dues terceres parts de la longitud de l'obra. El text consta d'extractes de les Sagrades Escriptures i poemes escrits especialment per l'obra.
Els primers moviments reflecteixen l'expressió alemanya romàntica de Mendelssohn, tot alternant parts que recorden corals, establint així un vincle amb la cantata de forma antiga de l'última part.
La simfonia conté tres moviments per a orquestra i un quart amb la participació de 3 veus solistes (2 sopranos i un tenor) i els cors en els textos sagrats (les diferents parts estan unides per una tornada: Tot el que respira lloa al Senyor.
- Simfonia:

1. Maestoso con moto - Allegro - Maestoso con moto come I

1. Allegretto un poco agitato

1. Adagio religioso
- Cantata:

2. a. Allegro moderato maestoso-Allegro di molto (cor/soprano): «Alles, was Odem hat».

b. Molto più moderato ma con fuoco (soprano I & cor de dones): «Lobe den Herr, meine Seele» 
3. a. Recitatiu - Allegro moderato (tenor solo): «Saget es, die ihr erlöset seid durch den Herrn»

b. Allegro moderato (tenor solo): «Er zählet unsre Tränen in der Zeit der Not»
4. A tempo moderato (cor): «Sagt es, die ihr erlöset seid»
5. Duo: Andante (sopranos 1&2): «Ich harrete des Herrn»
6. Allegro un poco agitato –Allegro assai agitato-Tempo I moderato (tenor solo): «Stricke des Todes hatten uns umfangen»
7. Allegro maestoso e molto vivace (cor): «Die Nacht ist vergangen»
8. Coral. Andante con moto-un poco più animato: «Nun danket alle Gott»

Cor: «Lob, Ehr’ und Preis sei Gott»
9. Duo: Andante sostenuto assai (soprano-tenor): «Drum sing’ ich mit meinem Liede ewig dein Lob»
10. Cor final: Allegro non troppo - Più vivace - Maestoso come I: «Ihr Völker, bringet her dem Herrn Ehre und Macht»

## Discografia
- Orquestra Simfònica de Londres. Karita Mattila i Elisabeth Connell, sopranos – Hans Peter Blochwitz, tenor – Cor de la Simfònica de Loondres – Claudio Abbado, director – Deutsche Grammophon (1985)
- Orquestra de la Gewandhaus de Leipzig. Barbara Bonney i Edith Wiens, sopranos – Peter Schreier, tenor – Cor de la Ràdio de Leipzig – Kurt Masur, director – Teldec (1989)
- Orquestra Filharmònica de Berlín. Edith Mathis i Liselotte Rebmann, sopranos – Werner Hollveg, tenor - Cor de la Deutsche Oper de Berlín – Herbert von Karajan, director – Deutsche Grammophon (1972)
- Orquestra New Philarmonia. Edith Mathis i Rotraut Hansmann, sopranos – Waldemar Kmentt,